# Sora (Vorname)
Sora ist ein männlicher und weiblicher Vorname.

## Herkunft und Bedeutung
Der Name Sora existiert in verschiedenen Sprachen.
Bei 空 sora bzw. 昊 sora [so̞.ɾä] handelt es sich um einen japanischen Unisexnamen mit der Bedeutung „Himmel“.
Der mittelalterlich rumänische Name Sora ist ein reiner Frauenname. Er geht auf das rumänische Wort soră „Schwester“ zurück.
Darüber hinaus kann es sich bei Sora um eine jiddische Variante von Sara handeln.

## Verbreitung
Der Name Sora ist vor allem in Israel und Rumänien als Frauenname verbreitet.
In Japan wird der Name häufiger an Männer als an Frauen vergeben und belegte im Jahr 2012 auf der Hitliste der beliebtesten Jungennamen Rang 8.

## Namensträger
Männliche Namensträger
- Sora Kobori (* 2002), japanischer Fußballspieler
- Sora Ogawa (* 1999), japanischer Fußballspieler
- Sora Tanaka (* 2004), japanischer Fußballspieler
- Sora Yachi (* 2000), japanischer Nordischer Kombinierer

Weibliche Namensträger
- Sora Aoi (* 1983), japanische Pornodarstellerin, Erotikmodell und Schauspielerin
- Sora Eshontoʻrayeva (1911–1998), usbekisch-sowjetische Theater- und Filmschauspielerin

## Fiktive Namensträger
- Sora, Hauptprotagonistin in der Animationsserie Ninjago: Aufstieg der Drachen
- Sora (そら) in Air
- Sora (ソラ) in Kingdom Hearts
- Sora (ソラ) in Naruto Shippuden
- Sora (楚良) in .hack//Sign
- Sora (空) in No Game No Life
- Sora Akanegasaki (茜ヶ崎 空 Akanegasaki Sora) in Ever17
- Sora Hasegawa (長谷川 空 Hasegawa Sora) in Oh! My Goddess
- Sora Kasugano (春日野 穹, Kasugano Sora) in Yosuga no Sora
- Sōra Kitano (北野ソーラ Kitano Sōra) in Dōjin Work
- Sora Naegino  (苗木野 そら Naegino Sora) in Kaleido Star
- Sora Takenouchi (武之内 空 Takenouchi Sora) in Digimon